# Heinz Ostheimer
Heinz Ostheimer (* 15. September 1931 in Bexbach; † 9. Juli 2023 ebenda) war ein deutscher Kunstturner, der für das Saarland antrat.

## Biografie
Heinz Ostheimer gehörte als einer von sechs Turnern der Delegation des Saarlandes bei den Olympischen Sommerspielen 1952 in Helsinki an. Dort wurde er 109. am Pferd. Ostheimer startete für den TV Bexbach, bei dem er von 1970 bis 1980 das Amt des Präsidenten innehatte.